# Токарев, Геннадий Амвросимович
Геннадий Амвросимович Токарев (1955, Анжеро-Судженск, Кемеровская область — 2001) — советский биатлонист. Неоднократный призёр чемпионата мира среди юниоров, двукратный чемпион (1977, 1980) и призёр чемпионатов СССР по биатлону. Мастер спорта СССР международного класса.

## Биография
Воспитанник ДЮСШ № 2 г. Анжеро-Судженска, первый тренер — В. Д. Сивков. Помимо биатлона, в молодости занимался лыжными гонками, был призёром юношеских первенств РСФСР по лыжному спорту.
Выступал за спортивное общество «Буревестник», затем с середины 1970-х годов — за команду Вооружённых Сил (СКА), в разные годы представлял города Кемерово и Новосибирск.
Участник двух чемпионатов мира среди юниоров, в 1975 и 1976 годах. В 1975 году выиграл серебряные медали в спринте, а в 1976 году стал третьим в индивидуальной гонке, третьим в спринте и вторым в эстафете.
В чемпионатах СССР дважды выигрывал золотые медали — в 1977 и 1980 годах в гонке патрулей, оба раза в составе команды Вооружённых Сил. В 1978 году в составе армейской команды стал серебряным призёром в гонке патрулей.
Окончил факультет физической культуры и спорта Кемеровского государственного университета.
Умер в 2001 году. В Анжеро-Судженске регулярно проводятся соревнования по лыжным гонкам памяти Г. А. Токарева.